# Golofa aequatorius
Golofa aequatorius är en skalbaggsart som beskrevs av Voirin 1984. Golofa aequatorius ingår i släktet Golofa, och familjen Dynastidae. Inga underarter finns listade.